# Tinian Municipality
Tinian Municipality är en kommun i Nordmarianerna (USA). Den ligger i den södra delen av Nordmarianerna på Tinian Island. Antalet invånare är 3 540.
Följande samhällen finns i Tinian Municipality:
- San Jose Village